# Bengalia bantuphalla
Bengalia bantuphalla är en tvåvingeart som först beskrevs av Andy Z. Lehrer 2005.  Bengalia bantuphalla ingår i släktet Bengalia och familjen spyflugor.
Artens utbredningsområde är Kenya. Inga underarter finns listade i Catalogue of Life.